# Маттурро, Алан
Алан Агустин Маттурро Ромеро (исп. Alan Agustín Matturro Romero; родился 11 октября 2004, Монтевидео) — уругвайский футболист, защитник итальянского клуба «Дженоа».

## Клубная карьера
Воспитанник клуба «Дефенсор Спортинг». В основном составе клуба дебютировал 10 ноября 2021 года в матче Сегунды Уругвая против «Уругвай Монтевидео». 30 ноября 2021 года забил свой первый гол за клуб в игре против «Серро». По итогам сезона 2021 года «Дефенсор Спортинг» выиграл плей-офф Сегунды Уругвая и вышел в высший дивизион. 5 февраля 2022 года Маттурро дебютировал в Примере Уругвая в матче против «Ливерпуля».
В январе 2023 года стал игроком итальянского клуба «Дженоа». Дебютировал в Серии B 21 января в игре с «Беневенто». 28 сентября состоялась его первая игра в Серии А. Маттурро вышел на поле в стартовом составе на игру с «Ромой», который закончился победой «Дженоа» со счетом 4:1. Во время второго матча, 1 октября 2023 года, Алан Маттурро срезал головой мяч в ворота своей команды, тем самым лишив ее победы над «Удинезе».

## Карьера в сборной
В 2019 году провёл шесть матчей за сборную Уругвая до 15 лет. Также выступал за сборную до 17 лет.